# 小行星111558
小行星111558（111558 Barrett）是一颗绕太阳运转的小行星，为主小行星带小行星。该小行星于2002年1月20日发现。
該小行星以美國業餘天文學家邁克爾·巴雷特（Michael Barrett）命名。

## 轨道参数
小行星111558的轨道半长轴为469 377 660 km，3.1375512 UA，离心率为0.054。